# シックデイ
シックデイとは糖尿病患者が治療中に発熱、下痢、嘔吐をきたし、または食欲不振のため食事が取れない状況のことである。このような場合、血糖コントロールが良好な患者でも糖尿病性昏睡に陥る可能性があるため、十分な注意が必要である。高齢者の場合、意識障害が認知症の進行と思われることもあるため注意が必要である。

## シックデイの対応
原則としてインスリン治療中の患者は食事が取れなくても自己判断でインスリン注射を中断してはならない。食事をしないということはインスリンの追加分泌は必要ないかもしれないが、インスリンが必要な患者の多くは基礎分泌が足りていないからである。シックデイになった場合はまず、糖尿病性昏睡を予防するために十分な水分補給が必要である。下痢、嘔吐が激しく摂取不能であれば医療機関を受診し、生理食塩水を一日1Lから1.5L点滴静注する。可能な限り糖分と水分を摂取し、血糖を3～4時間に1回ずつ測定し血糖値200mg/dlを超えてさらに上昇を認めるようならば、その都度、速効型または超速効型インスリンを2～4単位追加する。大抵はこのような対応にて凌ぐことができるが、自宅での対応の場合は糖尿病性昏睡の否定（尿中ケトン体の測定）ができないため可能な限りかかりつけの医療機関を受診することが望ましい。経口血糖降下薬にて治療の場合は病態によって対応が異なる。インスリン基礎分泌まで障害されている患者の場合はインスリン分泌促進薬が必須の場合もある。摂取できた糖質がいつもの半量ならインスリン分泌促進薬をいつもの半量摂取するといった調整が必要だが、こういった判断はかかりつけ医か十分な知識をもった患者自身しかできないことが多い。本人が具合が悪いからという理由で服薬状況、治療歴を把握していない家族がかかりつけでもない病院に問い合わせても、防衛医療の観点から十分な対応が取れないこともある。

## 入院が必要な場合
嘔吐、下痢が続き食物摂取不可能、あるいは高熱が続き、尿中ケトン体強陽性、血糖値350 mg/dl以上のときは入院治療が必要となることが多い。また、糖尿病性昏睡、即ち糖尿病ケトアシドーシスや高浸透圧高血糖症候群、乳酸アシドーシスであった場合は入院が必要なのは言うまでもない。この場合、速やかに速効型インスリン投与（10単位静注する。以後は0.1単位/kg/hrにて点滴静注）を行わないと死亡することもある。血糖が250～300 mg/dl、HCO3＞18 mEq/L、pH＞7.3になるまで続け、その後インスリン投与にて低カリウム血症となるためカリウムを補充する（60 daymEq/以上と通常では考えられない量補充する）という作業が必要である。このような治療は入院しなければ行うことができない。
糖尿病ケトアシドーシスに陥る前段階としてケトーシスという病態が知られている。血糖値が高いだけで、経口摂取可能、意識状態良好だが体内は飢餓の状態であり尿中ケトン体陽性であるという状態である。この状態では脱水予防として水かお茶を2l程度追加で飲んでもらうということで様子をみることも可能である。しかし36時間経過しても尿中ケトン体強陽性であった場合、少しでも反応が悪く朦朧としていると疑った場合は糖尿病専門医のもとで治療を受けた方が望ましい。